# Liste der Biografien/Jant
Liste der Biografien |
Portal Biografien |
Personensuche
# |
A |
B |
C |
D |
E |
F |
G |
H |
I |
J |
K |
L |
M |
N |
O |
P |
Q |
R |
S |
T |
U |
V |
W |
X |
Y |
Z |
?
 
Ja |
Jb |
Jd |
Je |
Jh |
Ji |
Jj |
Jl |
Jn |
Jm |
Jo |
Jp |
Jr |
Js |
Jt |
Ju |
Jv |
Jw |
Jy
 
Jaa |
Jab |
Jac |
Jad |
Jae |
Jaf |
Jag |
Jah |
Jai |
Jaj |
Jak |
Jal |
Jam |
Jan |
Jao |
Jap |
Jaq |
Jar |
Jas |
Jat |
Jau |
Jav |
Jaw |
Jax |
Jay |
Jaz
 
Jana |
Janb |
Janc |
Jand |
Jane |
Jang |
Janh |
Jani |
Janj |
Jank |
Janm |
Jann |
Jano |
Janr |
Jans |
Jant |
Janu |
Janv |
Jany |
Janz
Die Liste der Biografien führt alle Personen auf, die in der deutschsprachigen Wikipedia einen Artikel haben. Dieses ist eine Teilliste mit 79 Einträgen von Personen, deren Namen mit den Buchstaben „Jant“ beginnt.

## Jant

### Janta
- Janta Polczynski, Adam von (1839–1901), Rittergutsbesitzer und Politiker, MdR
- Janta, Oumi (* 1991), deutsche Rollschuh-Tänzerin, Model und Influencerin
- Janta-Polczynski, Roman von (1849–1916), polnisch-deutscher Rittergutsbesitzer und Politiker (Polnische Fraktion), MdR
- Jantan, Khairul Hafiz (* 1998), malaysischer Sprinter
- Jantar, Anna (1950–1980), polnische SchlagersängerinAnna Jantar (1950–1980)

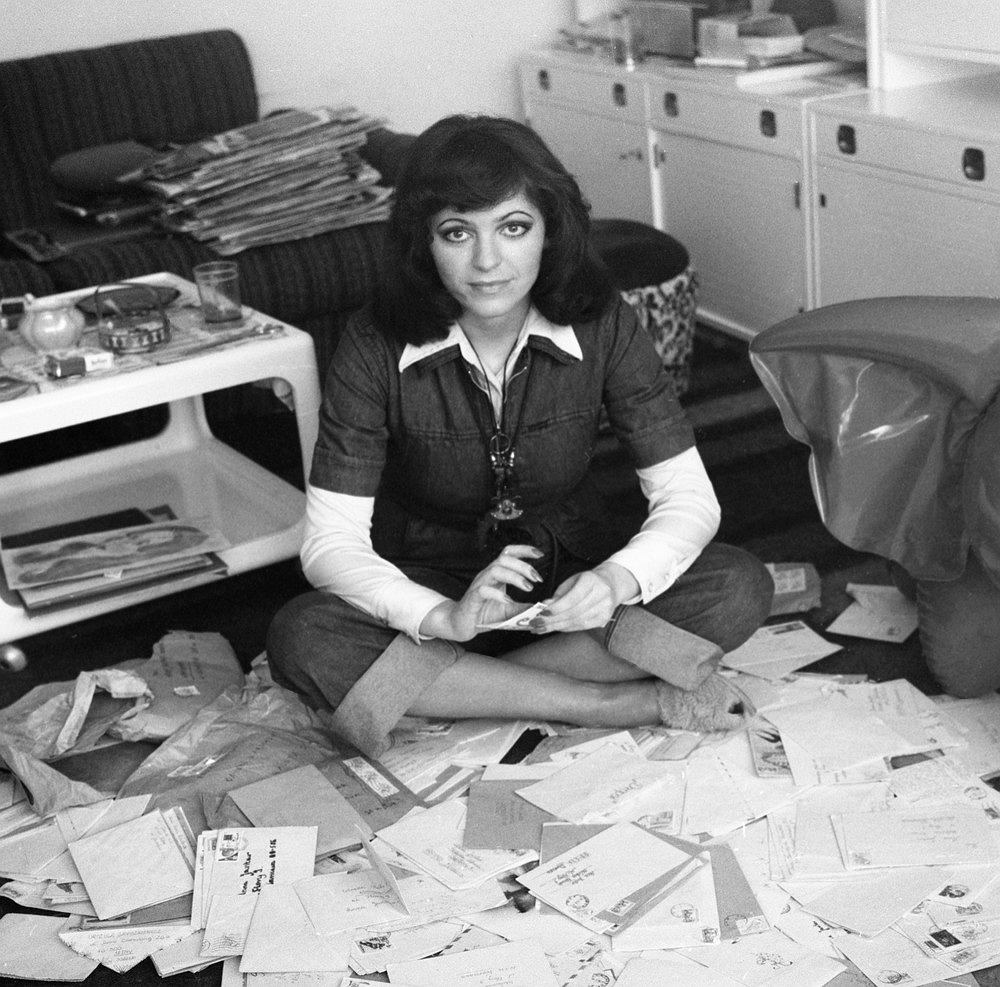
Anna Jantar (1950–1980)

- Jantausch, Pavol (1870–1947), slowakischer Geistlicher, Apostolischer Administrator in Trnava

### Jante
- Jante, Alfred (1908–1985), deutscher Hochschullehrer

### Janth
- Janthur, Georg (* 1958), deutscher Maler und Bildhauer
- Janthur, Kurt (1908–1995), deutscher Jurist, Förster und NSDAP-Funktionär
- Janthur, Richard (1883–1956), deutscher Zeichenlehrer, Graphiker und Maler

### Jantj
- Jantjes, Gavin (* 1948), südafrikanischer Künstler, Kurator und Kunstdozent
- Jantjie, Thamsanqa, südafrikanischer Dolmetscher
- Jantjies, Eugene (* 1986), namibischer Rugbyspieler
- Jantjies, Herschel (* 1996), südafrikanischer Rugby-Spieler

### Jantk
- Jantke, Carl (1909–1989), deutscher Soziologe und Sozialhistoriker
- Jantke, Kathrin Clara (* 1977), deutsche Schlagersängerin, Moderatorin und Entertainerin
- Jantke, Klaus Peter (* 1951), deutscher Mathematiker, Hochschullehrer und Spielforscher

### Jantl
- Jantl, Anton (1723–1805), österreichischer Maler

### Janto
- Jantos, Eduard (* 1953), deutscher Politiker (CDU), MdL
- Jantos, Lucia (* 1984), deutsche Synchronsprecherin und Kunstmalerin
- Jantosch, Werner (* 1950), deutscher Polizist, Polizeipräsident in Hamburg
- Jantoss, Bruno (* 1935), deutscher Regisseur

### Jants
- Jantsch, Erich (1929–1980), österreichischer Astrophysiker und Mitbegründer des Club of Rome
- Jantsch, Franz (1909–2006), österreichischer katholischer Priester, Theologe und Autor
- Jantsch, Gustav (1882–1954), österreichischer Chemiker
- Jantsch, Hans Heinrich (1918–1994), österreichischer Arzt
- Jantsch, Heinrich (1845–1899), österreichischer Schauspieler und Theaterintendant
- Jäntsch, Hugo (1867–1939), deutscher Verwaltungsbeamter
- Jantsch, Marlene (1917–1994), österreichische Ärztin und Medizinhistorikerin
- Jäntsch, Uwe (* 1970), österreichischer Künstler
- Jantsch, Wolfgang (* 1946), österreichischer Physiker und Hochschullehrer
- Jantschek, Thorsten (* 1966), deutscher Journalist und Philosoph
- Jantschenko, Halyna (* 1988), ukrainische Politikerin
- Jantschenko, Oleg Grigorjewitsch (1939–2002), russischer Komponist und Organist
- Jantscher, Franz (* 1969), österreichischer Arbeiterbetriebsrat und Politiker (SPÖ), Abgeordneter zum Nationalrat
- Jantscher, Jakob (* 1989), österreichischer FußballspielerJakob Jantscher (* 1989)

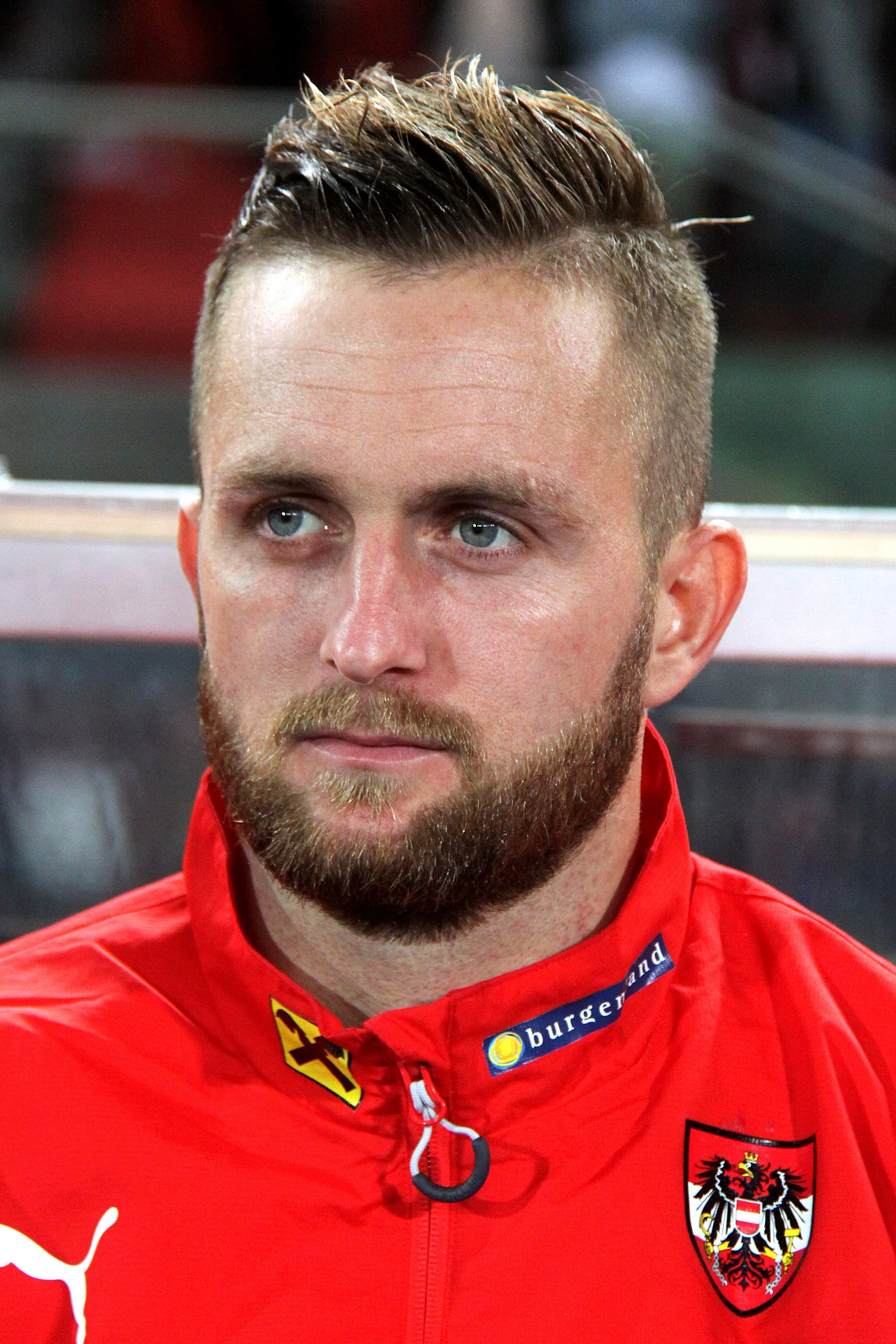
Jakob Jantscher (* 1989)

- Jantschew, Bogdan (* 1913), bulgarischer Radrennfahrer
- Jantschew, Todor (* 1976), bulgarischer Fußballspieler und -trainer
- Jantschgi, Hermann (* 1964), österreichischer Politiker (FPK), Landtagsabgeordneter
- Jantschik, Anja (1969–2024), deutsche Schriftstellerin und Journalistin
- Jantschitsch, Eva (* 1978), österreichische Musikerin und Komponistin
- Jantschke, Tony (* 1990), deutscher Fußballspieler
- Jantschuk, Dmytro (* 1992), ukrainischer Kanute
- Jantschuk, Jelena Jurjewna (* 1986), russische Politikerin
- Jantschuk, Jelysaweta (* 1993), ukrainische Tennisspielerin
- Jantschuk, Oleksandr (* 1956), ukrainischer Filmregisseur, Produzent und Drehbuchautor
- Jantschuk, Olha (* 1995), ukrainische Tennisspielerin
- Jantschuk, Pawlo (* 1986), ukrainischer Fußballspieler
- Jantschulowa, Petja (* 1978), bulgarische Beachvolleyballspielerin
- Jantschulowa, Zwetelina (* 1975), bulgarische Beachvolleyballspielerin
- Jantschyk, Dmytro (* 2002), ukrainischer Sprinter

### Jantt
- Jäntti, Pontus (* 1968), finnischer Badmintonspieler

### Jantu
- Jantuah, Kwame Sanaa-Poku (1922–2011), ghanaischer Diplomat
- Jantunen, Jaaso (* 2005), finnischer Fußballtorhüter
- Jantunen, Marko (* 1971), finnischer Eishockeyspieler
- Jantunen, Mikael (* 2000), finnischer Basketballspieler
- Janturin, Artur (* 1985), russischer Schachspieler

### Jantz
- Jantz, Isabella (* 1982), deutsche SchauspielerinIsabella Jantz (* 1982)

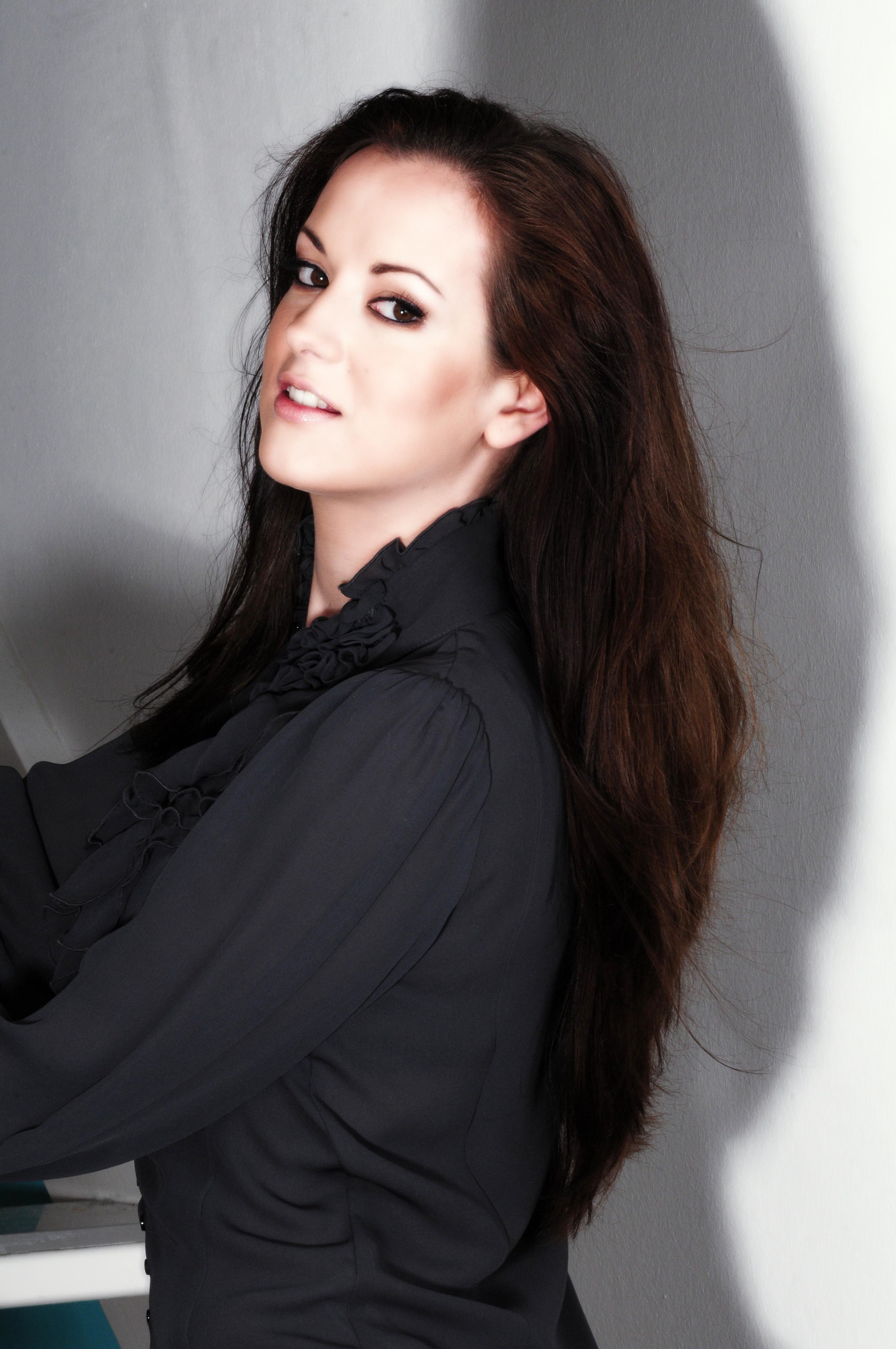
Isabella Jantz (* 1982)

- Jantz, Kurt (1908–1984), deutscher Verwaltungsbeamter, Hochschullehrer
- Jantz-Herrmann, Christina (* 1978), deutsche Politikerin (SPD), MdB
- Jantze, Johannes (* 1983), namibischer Fußballspieler
- Jantzen, Detlef (* 1960), deutscher Archäologe und Landesarchäologe
- Jantzen, Elfi (* 1954), deutsche Politikerin (Bündnis 90/Die Grünen)
- Jantzen, Ernst (1895–1973), deutscher Chemiker und Hochschullehrer
- Jantzen, Hans (1881–1967), deutscher Kunsthistoriker
- Jantzen, Hans-Hermann (* 1945), deutscher lutherischer Theologe
- Jantzen, Hans-Peter (* 1944), deutscher Schauspieler
- Jantzen, Herbert (1922–2022), deutsch-kanadischer Prediger und Bibelübersetzer
- Jantzen, Hermann (1866–1959), russlanddeutscher mennonitischer Missionar
- Jantzen, Jens Carsten (* 1948), deutscher Mathematiker
- Jantzen, Jörg (* 1942), deutscher Philosoph
- Jantzen, Karl-Heinz (1921–2007), deutscher Politiker (SPD), MdBB
- Jantzen, Kitty (1916–1984), deutsche Schauspielerin
- Jantzen, Stephan (1827–1913), deutscher Seemann, Lotsenkommandeur und SeenotretterStephan Jantzen (1827–1913)

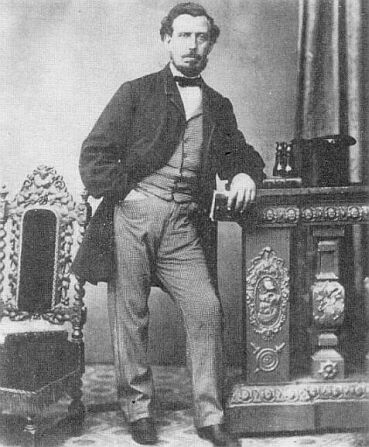
Stephan Jantzen (1827–1913)

- Jantzen, Ulf (1909–2000), deutscher Klassischer Archäologe
- Jantzen, Viktor (1875–1956), deutscher Politiker (SPD)
- Jantzen, Wilhelm (1800–1880), Hamburger Kaufmann und Abgeordneter
- Jantzen, Wolfgang (1941–2020), deutscher Behindertenpädagoge und Hochschullehrer
- Jantzon, Nicolaus (1720–1791), deutscher Orgelbauer in Litauen